# Tha Streetz Iz a Mutha
Tha Streetz Iz Mutha – drugi studyjny album rapera Kurupta. Został wydany 16 listopada 1999 roku przez wytwórnię Antra Records.

## Lista utworów
1. I Call Shots (feat. Roscoe) (Prod. Organized Noize)
2. Loose Cannons (feat. Daz Dillinger & Xzibit) (Prod. Daz Dillinger)
3. Who Ride Wit Us (feat. Daz Dillinger) (Prod. Fredwreck)
4. Represent Dat G.C. (feat. Daz Dillinger, Snoop Dogg, Soopafly, Tray Dee, Jayo Felony & Butch Cassidy) (Prod. Fredwreck)
5. Welcome Home (feat. LaToiya Williams) (Prod. Soopafly)
6. Tequila (feat. Nivea, T-Moe & Daz Dillinger) (Prod. Organized Noize)
7. Trylogy
8. Neva Gonna Give It Up (feat. 213, Tray Dee & Soopafly) (Prod. Meech Wells)
9. Tha Streetz Iz a Mutha (feat. Daz Dillinger) (Prod. Daz Dillinger)
10. Ya Can't Trust Nobody (feat. Daz Dillinger) (Prod. Daz Dillinger)
11. It Ain't About You (feat. Soopafly & Tray Dee) (Prod. Soopafly
12. Girls All Pause (feat. Nate Dogg & Roscoe) (Prod. Bink!)
13. Your Gyrl Friend (feat. Daz Dillinger) (Prod. Daz Dillinger)
14. Ho's a Housewife (feat. Dr. Dre & Hitman) (Prod. Dr. Dre)
15. I Ain't Shit Without My Homeboyz (feat. Daz Dillinger, Soopafly, Baby S & Crooked I) (Prod. Soopafly & Daz Dillinger)
16. Step Up (feat. Crooked I & Xzibit) (Prod. Daz Dillinger)
17. Live On The Mic (feat. KRS-One) (Prod. Soopafly)
18. Callin' Out Names

## Rankingi
| Ranking(1998)                         | Najwyższa pozycja |
| ------------------------------------- | ----------------- |
| U.S. Billboard 200                    | 31                |
| U.S. Billboard Top R&B/Hip-Hop Albums | 5                 |